# Parma Associazione Calcio 1973-1974
Questa voce raccoglie le informazioni riguardanti il Parma Associazione Calcio nelle competizioni ufficiali della stagione 1973-1974.

## Stagione
Nella stagione 1973-1974 il Parma disputa il campionato di Serie B, raccoglie 39 punti che valgono il quinto posto. Sono state promosse in Serie A il Varese e l'Ascoli con 51 punti, terza la Ternana con 50 punti. Retrocedono in Serie C la Reggina con 34 punti, con la differenza reti peggiore rispetto a Perugia, Reggiana e Brindisi, il Bari con 28 punti ed il Catania con 26 punti.
Dopo nove stagioni il Parma torna a giocare il torneo cadetto e il presidente Ermes Foglia, raggiunto il traguardo della Serie B, passa la mano ad Arnaldo Musini. In campionato i neopromossi crociati, sono affidati anche per questa stagione tra i cadetti all'allenatore della promozione scorsa Giorgio Sereni, agguantando un lusinghiero quinto posto finale, anche se lontano una dozzina di punti da Varese, Ascoli e Ternana che volano in Serie A. In Coppa Italia invece, eliminazione al primo turno nel quarto girone contro Inter, Sampdoria, Como e Catania. In tre realizzano 30 reti in campionato e 3 in Coppa Italia, Alberto Rizzati con 15 reti è stato il migliore, tutti messi a segno in campionato, Carlo Volpi con 10 reti, di cui 8 in campionato e 2 in Coppa Italia e Giulio Sega con 8 centri, di cui sette in campionato ed 1 in Coppa Italia, hanno contribuito in modo determinante, alla bella stagione disputata dai ducali.

## Rosa
| N. |                   | Ruolo | Calciatore         |
| -- | ----------------- | ----- | ------------------ |
|    | Italia (bandiera) | P     | Luciano Bertoni    |
|    | Italia (bandiera) | P     | Giuliano Manfredi  |
|    | Italia (bandiera) | D     | Roberto Gasparroni |
|    | Italia (bandiera) | D     | Adriano Capra      |
|    | Italia (bandiera) | D     | Michele Benedetto  |
|    | Italia (bandiera) | D     | Giuliano Andreuzza |
|    | Italia (bandiera) | D     | Romano Donzelli    |
|    | Italia (bandiera) | C     | Damiano Morra      |
|    | Italia (bandiera) | D     | Enea Moruzzi       |
|    | Italia (bandiera) | D     | Fausto Daolio      |
|    | Italia (bandiera) | C     | Corrado Epifano    |

| N. |                   | Ruolo | Calciatore          |
| -- | ----------------- | ----- | ------------------- |
|    | Italia (bandiera) | C     | Giuseppe Regali     |
|    | Italia (bandiera) | C     | Pietro Biagini      |
|    | Italia (bandiera) | C     | Giovanni Colonnelli |
|    | Italia (bandiera) | C     | Giorgio Repetto     |
|    | Italia (bandiera) | C     | Renzo Ragonesi      |
|    | Italia (bandiera) | C     | Roberto Furlan      |
|    | Italia (bandiera) | A     | Alberto Rizzati     |
|    | Italia (bandiera) | A     | Dino Spadetto       |
|    | Italia (bandiera) | A     | Italo Toscani       |
|    | Italia (bandiera) | A     | Giulio Sega         |
|    | Italia (bandiera) | A     | Carlo Volpi         |

## Risultati

### Serie B

#### Girone di andata
| Arbitro: | Cantelli (Firenze) |

|             |           |              |
| Rizzati 15’ | Marcatori | 26’ Bonfanti |

| Arbitro: | Porcelli (Lodi) |

|            |           |  |
| Regali 55’ | Marcatori |  |

| Ferrara 14 ottobre 1973 3ª giornata | SPAL          | 0 – 0 | Parma | Stadio Comunale\| Arbitro: \| Ciulli (Roma) \| |
| Arbitro:                            | Ciulli (Roma) |       |       |                                                |

| Arbitro: | Calì (Roma) |

|             |           |  |
| Rizzati 35’ | Marcatori |  |

| Arbitro: | Casarin (Milano) |

|                                 |           |             |
| Capra 11’ (aut.) Paina 25’, 33’ | Marcatori | 85’ Rizzati |

| Arbitro: | Agnolin (Bassano del Grappa) |

|         |           |              |
| Sega 6’ | Marcatori | 90’ Picat Re |

| Arbitro: | Barbaresco (Cormons) |

|                 |           |                 |
| Enzo 34’ (rig.) | Marcatori | 88’ (rig.) Sega |

| Parma 18 novembre 1973 8ª giornata | Parma            | 0 – 0 | Reggiana | Stadio Ennio Tardini\| Arbitro: \| Gonella (Torino) \| |
| Arbitro:                           | Gonella (Torino) |       |          |                                                        |

| Brescia 25 novembre 1973 9ª giornata | Brescia                     | 0 – 0 | Parma | Stadio Mario Rigamonti\| Arbitro: \| Moretto (San Donà di Piave) \| |
| Arbitro:                             | Moretto (San Donà di Piave) |       |       |                                                                     |

| Arbitro: | Gialluisi (Barletta) |

|                        |           |  |
| Rizzati 57’ Regali 67’ | Marcatori |  |

| Arbitro: | Cantelli (Firenze) |

|                                |           |           |
| Michesi 39’ (rig.), 72’ (rig.) | Marcatori | 57’ Volpi |

| Arbitro: | V. Lattanzi (Roma) |

|                                                     |           |          |
| Sega 10’, 50’ Daolio 20’ Rizzati 32’, 73’ Volpi 67’ | Marcatori | 43’ Musa |

| Palermo 23 dicembre 1973 13ª giornata | Palermo            | 0 – 0 | Parma | Stadio La Favorita\| Arbitro: \| Lazzaroni (Milano) \| |
| Arbitro:                              | Lazzaroni (Milano) |       |       |                                                        |

| Arbitro: | Lenardon (Siena) |

|                              |           |  |
| Sega 13’, 57’, 82’ Volpi 61’ | Marcatori |  |

| Bari 6 gennaio 1974 15ª giornata | Bari                      | 0 – 0 | Parma | Stadio della Vittoria\| Arbitro: \| Turiano (Reggio Calabria) \| |
| Arbitro:                         | Turiano (Reggio Calabria) |       |       |                                                                  |

| Arbitro: | Ciacci (Firenze) |

|                  |           |             |
| Calloni 26’, 57’ | Marcatori | 47’ Rizzati |

| Arbitro: | V. Lattanzi (Roma) |

|             |           |              |
| Rizzati 65’ | Marcatori | 11’ Gattelli |

| Parma 27 gennaio 1974 18ª giornata | Parma            | 0 – 0 | Ascoli | Stadio Ennio Tardini\| Arbitro: \| Gonella (Torino) \| |
| Arbitro:                           | Gonella (Torino) |       |        |                                                        |

| Arbitro: | Motta (Monza) |

|           |           |             |
| Urban 62’ | Marcatori | 30’ Repetto |

#### Girone di ritorno
| Arbitro: | Lops (Torino) |

|                       |           |  |
| Rizzati 75’ Volpi 90’ | Marcatori |  |

| Arbitro: | Picasso (Chiavari) |

|                                          |           |  |
| Prunecchi 70’ Masiello 80’ Garritano 82’ | Marcatori |  |

| Arbitro: | Levrero (Genova) |

|             |           |  |
| Rizzati 49’ | Marcatori |  |

| Arbitro: | R. Lattanzi (Roma) |

|                              |           |  |
| Turchetto 41’ Roccotelli 86’ | Marcatori |  |

| Arbitro: | Calì (Roma) |

|                  |           |           |
| Daolio 8’ (rig.) | Marcatori | 70’ Paina |

| Catania 17 marzo 1974 25ª giornata | Catania          | 0 – 0 | Parma | Stadio Cibali\| Arbitro: \| Casarin (Milano) \| |
| Arbitro:                           | Casarin (Milano) |       |       |                                                 |

| Arbitro: | Agnolin (Bassano del Grappa) |

|                   |           |  |
| Daolio 70’ (rig.) | Marcatori |  |

| Reggio Emilia 31 marzo 1974 27ª giornata | Reggiana            | 0 – 0 | Parma | Stadio Mirabello\| Arbitro: \| Panzino (Catanzaro) \| |
| Arbitro:                                 | Panzino (Catanzaro) |       |       |                                                       |

| Arbitro: | Chiapponi (Livorno) |

|            |           |              |
| Regali 78’ | Marcatori | 60’ Jacolino |

| Arbitro: | Cantelli (Firenze) |

|                                 |           |  |
| Rigamonti 16’ (rig.) Traini 35’ | Marcatori |  |

| Arbitro: | Motta (Monza) |

|                                       |           |  |
| Rizzati 3’, 26’, 75’ (rig.) Morra 22’ | Marcatori |  |

| Arezzo 28 aprile 1974 31ª giornata | Arezzo           | 0 – 0 | Parma | Stadio Comunale\| Arbitro: \| Falasca (Chieti) \| |
| Arbitro:                           | Falasca (Chieti) |       |       |                                                   |

| Arbitro: | Mascia (Milano) |

|                            |           |                 |
| Rizzati 16’, 36’ Volpi 61’ | Marcatori | 93’ Magistrelli |

| Arbitro: | Giunti (Arezzo) |

|                       |           |  |
| M. Gori 21’ Braca 26’ | Marcatori |  |

| Arbitro: | Ambrosio (Napoli) |

|  |           |              |
|  | Marcatori | 63’ Scarrone |

| Arbitro: | Levrero (Genova) |

|               |           |                       |
| Volpi 3’, 64’ | Marcatori | 53’ Bonafè 63’ Libera |

| Arbitro: | Busalacchi (Palermo) |

|              |           |            |
| Leoncini 27’ | Marcatori | 5’ Repetto |

| Arbitro: | Trono (Torino) |

|             |           |           |
| Morello 59’ | Marcatori | 79’ Volpi |

| Arbitro: | Menegali (Roma) |

|  |           |                 |
|  | Marcatori | 49’, 90’ Scarpa |

### Coppa Italia

#### Primo turno
| Arbitro: | Menicucci (Firenze) |

|           |           |  |
| Volpi 64’ | Marcatori |  |

| Arbitro: | Levrero (Genova) |

|             |           |           |
| Pozzato 64’ | Marcatori | 85’ Volpi |

| Arbitro: | Barboni (Firenze) |

|  |           |                   |
|  | Marcatori | 49’ (aut.) Daolio |

| Arbitro: | Giunti (Arezzo) |

|                                          |           |          |
| Boninsegna 11’, 57’ Andreuzza 20’ (aut.) | Marcatori | 27’ Sega |

## Statistiche

### Statistiche di squadra
| Competizione | Punti | In casa | In casa | In casa | In casa | In casa | In casa | In trasferta | In trasferta | In trasferta | In trasferta | In trasferta | In trasferta | Totale | Totale | Totale | Totale | Totale | Totale | DR |
| Competizione | Punti | G       | V       | N       | P       | Gf      | Gs      | G            | V            | N            | P            | Gf           | Gs           | G      | V      | N      | P      | Gf     | Gs     | DR |
| ------------ | ----- | ------- | ------- | ------- | ------- | ------- | ------- | ------------ | ------------ | ------------ | ------------ | ------------ | ------------ | ------ | ------ | ------ | ------ | ------ | ------ | -- |
| Serie B      | 39    | 19      | 10      | 7       | 2       | 31      | 11      | 19           | 0            | 12           | 7            | 8            | 21           | 38     | 10     | 19     | 9      | 39     | 32     | +7 |
| Coppa Italia | 3     | 2       | 1       | 0       | 1       | 1       | 1       | 2            | 0            | 1            | 1            | 2            | 4            | 4      | 1      | 1      | 2      | 3      | 5      | -2 |
| Totale       |       | 21      | 11      | 7       | 3       | 32      | 12      | 21           | 0            | 13           | 8            | 10           | 25           | 42     | 11     | 20     | 11     | 42     | 37     | +5 |

### Statistiche dei giocatori
| Giocatore     | Serie B  | Serie B | Serie B     | Serie B    | Coppa Italia | Coppa Italia | Coppa Italia | Coppa Italia | Totale   | Totale | Totale      | Totale     |
| Giocatore     | Presenze | Reti    | Ammonizioni | Espulsioni | Presenze     | Reti         | Ammonizioni  | Espulsioni   | Presenze | Reti   | Ammonizioni | Espulsioni |
| ------------- | -------- | ------- | ----------- | ---------- | ------------ | ------------ | ------------ | ------------ | -------- | ------ | ----------- | ---------- |
| G. Andreuzza  | 38       | 0       | ?           | ?          | ?            | ?            | ?            | ?            | 38+      | 0+     | ?           | ?          |
| M. Benedetto  | 38       | 0       | ?           | ?          | ?            | ?            | ?            | ?            | 38+      | 0+     | ?           | ?          |
| L. Bertoni    | 32       | -25     | ?           | ?          | ?            | ?            | ?            | ?            | 32+      | -25+   | ?           | ?          |
| P. Biagini    | 18       | 0       | ?           | ?          | ?            | ?            | ?            | ?            | 18+      | 0+     | ?           | ?          |
| A. Capra      | 36       | 0       | ?           | ?          | ?            | ?            | ?            | ?            | 36+      | 0+     | ?           | ?          |
| G. Colonnelli | 17       | 0       | ?           | ?          | ?            | ?            | ?            | ?            | 17+      | 0+     | ?           | ?          |
| F. Daolio     | 36       | 3       | ?           | ?          | ?            | ?            | ?            | ?            | 36+      | 3+     | ?           | ?          |
| A. Dardani    | 1        | 0       | ?           | ?          | ?            | ?            | ?            | ?            | 1+       | 0+     | ?           | ?          |
| R. Donzelli   | 1        | 0       | ?           | ?          | ?            | ?            | ?            | ?            | 1+       | 0+     | ?           | ?          |
| C. Epifanio   | 4        | 0       | ?           | ?          | ?            | ?            | ?            | ?            | 4+       | 0+     | ?           | ?          |
| R. Gasparroni | 27       | 0       | ?           | ?          | ?            | ?            | ?            | ?            | 27+      | 0+     | ?           | ?          |
| G. Manfredi   | 7        | -7      | ?           | ?          | ?            | ?            | ?            | ?            | 7+       | -7+    | ?           | ?          |
| D. Morra      | 16       | 1       | ?           | ?          | ?            | ?            | ?            | ?            | 16+      | 1+     | ?           | ?          |
| E. Moruzzi    | 4        | 0       | ?           | ?          | ?            | ?            | ?            | ?            | 4+       | 0+     | ?           | ?          |
| G. Neumair    | 1        | 0       | ?           | ?          | ?            | ?            | ?            | ?            | 1+       | 0+     | ?           | ?          |
| R. Ragonesi   | 21       | 0       | ?           | ?          | ?            | ?            | ?            | ?            | 21+      | 0+     | ?           | ?          |
| G. Regali     | 24       | 3       | ?           | ?          | ?            | ?            | ?            | ?            | 24+      | 3+     | ?           | ?          |
| G. Repetto    | 29       | 2       | ?           | ?          | ?            | ?            | ?            | ?            | 29+      | 2+     | ?           | ?          |
| A. Rizzati    | 38       | 15      | ?           | ?          | ?            | ?            | ?            | ?            | 38+      | 15+    | ?           | ?          |
| G. Sega       | 16       | 7       | ?           | ?          | ?            | ?            | ?            | ?            | 16+      | 7+     | ?           | ?          |
| D. Spadetto   | 15       | 0       | ?           | ?          | ?            | ?            | ?            | ?            | 15+      | 0+     | ?           | ?          |
| I. Toscani    | 4        | 0       | ?           | ?          | ?            | ?            | ?            | ?            | 4+       | 0+     | ?           | ?          |
| C. Volpi      | 31       | 8       | ?           | ?          | ?            | ?            | ?            | ?            | 31+      | 8+     | ?           | ?          |